# Salvadora lemniscata
Salvadora lemniscata är en ormart som beskrevs av Cope 1895. Salvadora lemniscata ingår i släktet Salvadora och familjen snokar. IUCN kategoriserar arten globalt som livskraftig. Inga underarter finns listade i Catalogue of Life.
Arten förekommer i södra Mexiko vid Stilla havet. Den vistas i låglandet och i bergstrakter upp till 1000 meter över havet. Habitatet utgörs av torra skogar och skogsgläntor.